# Axel Monte

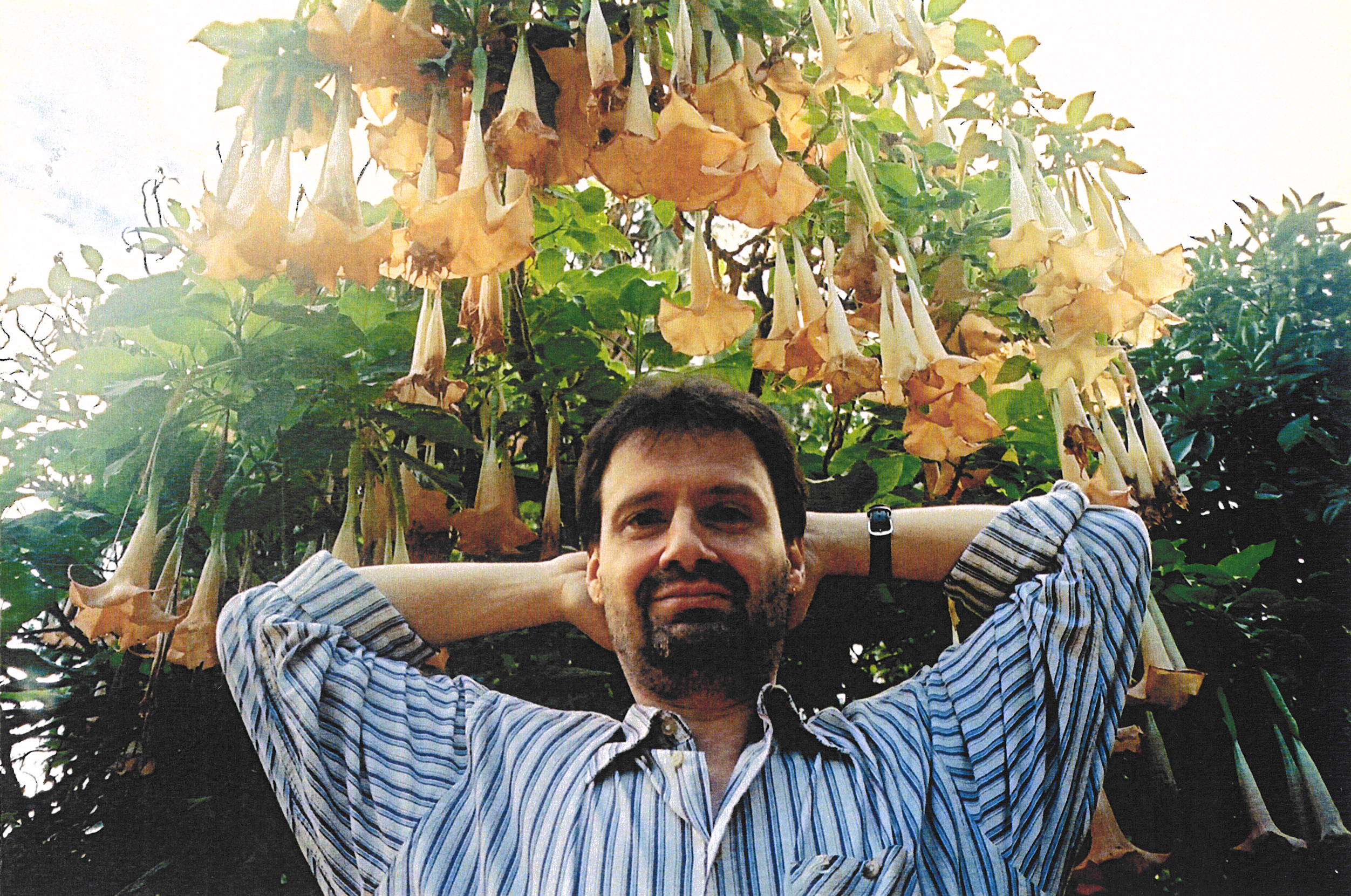
Axel Monte in Sevilla, 2004

Axel Monte (* 29. November 1962 in Gelsenkirchen; † 16. August 2016 in München) war ein deutscher Übersetzer, Autor, Verleger, Ethnologe und promovierter Kulturwissenschaftler.

## Leben und Werk
Axel Monte wurde 1962 in Gelsenkirchen geboren und wuchs in Bremerhaven auf. Das Abitur legte Axel Monte dort im Jahr 1982 ab. Nach drei Semestern Studium der evangelischen Theologie an der damaligen Kirchlichen Hochschule Bethel in Bielefeld in den Jahren 1982 bis 1984 und seiner Zivildienstzeit studierte er ab 1986 Ethnologie und Indologie am Südasien-Institut der Universität Heidelberg mit dem Magisterabschluss 1992. Anschließend promovierte er in Kulturwissenschaften zum Dr. phil. (1995) an der Universität Bremen.
Es folgten von 1998 bis 2000 drei Jahre Mitarbeit am Volkskundeinstitut Institut für niederdeutsche Sprache in Bremen, wo Axel Monte am Aufbau eines digitalen Pressearchivs arbeitete. Seit dem Jahr 2000 war er freiberuflich tätig als Übersetzer, Herausgeber, Autor und Ethnologe.
Axel Monte übersetzte u. a. Charles Dickens, Will Eisner, Larry Law, Emin Lelić, Rumi, Khushwant Singh, Flora Annie Steel, Robert Louis Stevenson, John Updike und Virginia Woolf. Im Jahr 2014 erhielt er für seine Übertragung von William Butler Yeats’ esoterischem Monolith A Vision (dt. Eine Vision) das Übersetzerstipendium des Freistaats Bayern. Für den deutschsprachigen Raum erschloss Monte insbesondere die Schriften des Berufseinbrechers und Hobos Jack Black  (1868 bis 1933), dessen Autobiografie You Cant't Win (1926; dt. Du kommst nicht durch, 1998) William S. Burroughs als Blaupause für seinen Erstling Junkie (1953) diente und der das Genre der True-Crime-Stories nachhaltig inspirierte.
Monte lebte viele Jahre in Köln, ab 2007 in München. 2008 Heirat mit Verena Nolte. Ab 2009 gab er die Schriftenreihe Books Ex Oriente heraus, in welcher Titel von Autoren wie Jack Black, Ira Cohen, James S. Cutsinger, Paul B. Fenton, Muhammad Iqbal, D.H. Lawrence, Veronika Ronge und Rabindranath Tagore erschienen. Der exquisite Kleinverlag führte das Programm weiter, dessen kulturverbindenden Horizont Monte bereits in dem CopyArt-Magazin RUDE LOOK, beziehungsweise RUDE LOOK ORIENTAL, aufgerissen hatte. Dieses erschien sporadisch, herausgegeben von ihm selbst, von 1994 bis 2005 in elf vollkommen individuell gestalteten Nummern. Die ersten Ausgaben erschienen als Plaquetten, weitere als geleimte Xerox-Bünde, die zwei letzten Ausgaben, die RUDE LOOK ORIENTAL-Nummern, als Zeitschriften im Heinz Wohlers Verlag, stets in kleiner Auflage. Mitherausgeber waren zeitweilig Thomas Stemmer, Frank Bröker und Florian Vetsch. Monte veröffentlichte in dem handmade international culture zine (for) poetry, prose, essays, artwork (RUDE LOOK Nr. 6, Bad Bederkesa 1998) Beiträge von Mohammed Bennis, Ira Cohen, Hadayatullah Hübsch, June Jordan, Johanna Lier, Thomas Nöske, Jürgen Ploog, SAID, Joachim Sartorius u. v. a. m.
Axel Monte, der als Herausgeber und Dolmetscher die Höhen des Kanons wie die Tiefen des Undergrounds stilsicher bespielte, war ein scharfsinniger Schnitt-Autor und Verfasser kunstvoller Mesostichen. So schrieb er im Austausch mit dem deutschen Cut-up-Autor Jürgen Ploog SPRACHE IST EIN VIRUS (Po Em Press, Pentling 2003) und im Austausch mit dem Beat-Imam Hadayatullah Hübsch ASPHALT DERWISCH (Heinz Wohlers, Harrlach 2007).
Wenige Monate vor seinem Hinscheiden nach schwerer Erkrankung am 16. August 2016 erschien Axel Montes Novelle TRESPASS CITY (Stadtlichter Presse, Wenzendorf 2016), in der er sein Arbeitsmotto Carpe noctem! preisgab, wenn er von der „Bruderschaft der Schreibenden“ erzählt: „Des Nachts tritt sie zusammen. Jeder geht dann für sich seiner Passion nach, geeint durch den Drang zum Schreiben. Er rückt in den Vordergrund des Lebens. Alles andere verliert an Bedeutung. Die Initiierten haben Geduld. Sie können abwarten. Den ganzen Tag lang. Sie lassen den Zerstreuungen ihren Lauf. Bis sie sich im Sande verlaufen. Die Initiierten können warten. Den ganzen Abend über. Bis spät in die Nacht. Sie wissen: Unweigerlich kommt der Zeitpunkt, da es keine Ablenkungen mehr gibt. Da alle Arbeit getan ist. Da alle Aktivitäten erschöpft sind. Der Kairos des Schreibenden! Dann, von Verlangen getrieben, entlädt sich die den ganzen Tag über aufgestaute Kreativität. Bis Geist und Körper von völliger Erschöpfung zum Einhalten gezwungen werden. Nicht eher. Dafür, für diese Phase in der Tiefe der Nacht, lebt jedes Mitglied der Bruderschaft. Gehst du vor dem Morgengrauen durch die Gassen der Stadt und siehst hinter den Fenstern der Dach- und Kellerbehausungen die entzündeten Öllampen, dann sei gewiss, dort arbeitet einer von uns! Carpe noctem!“
Die Süddeutsche Zeitung brachte in der Ausgabe vom 15. September 2016 Antje Webers Würdigung dieses produktiven Übersetzers und innovativen Herausgebers. Das Literaturportal Bayern veröffentlichte seinen Nachruf auf Axel Monte unter dem Titel Carpe noctem! Die Little Mags DRECKSACK (Berlin, Oktober 2016), PhoBi (München, Oktober 2017) und MAULhURE (Dortmund, Februar 2018) widmeten ihm zum Andenken je eine Nummer.

## Förderungen und Stipendien
- 2012 Förderung durch die Gesellschaft der Freunde Islamischer Kunst und Kultur, München, und der Stiftung Mittelsten Scheid, für das Buch des Autors Muhammad Iqbal Streunende Gedanken, Books Ex Oriente
- 2012 Förderung durch ARS & VITA Gesellschaft zur Förderung kultureller Kommunikation, München, für das Werk von Rabindranath Tagore Die Nobelpreisrede, Books Ex Oriente
- 2014 Promotion Translation Grant durch Ireland Literature Exchange für Eine Vision von William Butler Yeats, Alfred Kröner Verlag, Stuttgart
- 2014 Stipendium des Deutschen Literaturfonds
- 2014 Das Übersetzerstipendium des Freistaats Bayern

## Übersetzungen (Auswahl)
- Jack Black Du kommst nicht durch (aus dem Amerikanischen von Axel Monte und Thomas Stemmer), Karin Kramer Verlag, Berlin, 1998
- D.H. Lawrence Apokalypse, Patmos, 2000
- Desmond Tutu Keine Zukunft ohne Versöhnung, Patmos, 2001 (mit Thorsten Nesch)
- Lou Marinoff Sokrates' Couch, Patmos, 2000 (mit Hubert Pfau; 2002 bei dtv als Taschenbuch)
- Elazar Barkan Völker klagen an, Patmos, 2002
- Muhammad Iqbal Die Wiederbelebung des religiösen Denkens im Islam (mit Thomas Stemmer), Verlag Hans Schiler, Berlin, 2003
- D.H. Lawrence Lady Chatterleys Liebhaber, Artemis und Winkler, 2004; dtv Taschenbuch 2008; Reader’s Digest, Meisterwerke der Weltliteratur, 2020
- Tobias Daniel Wabbel (Hg.) Im Anfang war (k)ein Gott, Patmos, 2004 (mit Claudia Krülls-Hepermann)
- Robert Louis Stevenson Emigrant aus Leidenschaft, Manesse, 2005
- Rabindranath Tagore Sadhana, Artemis und Winkler, 2005, in: R. Tagore Das Goldene Boot
- Rabindranath Tagore Indische Weisheiten, O.W. Barth, 2006 (2009, 2011 Fischer Taschenbuch)
- Flora Annie Steel Prinzessin Aubergine – Märchen aus dem Pandschab, Manesse, Zürich, 2006
- Mohammed. Die Weisheit des Propheten. Suren aus dem Koran, Anaconda, 2007 (Bearbeitung und Herausgabe der Übersetzung von Friedrich Rückert)
- Jack Black Der grosse Ausbruch aus Folsom Prison (aus dem Amerikanischen von Axel Monte und Jerk Götterwind), Killroy Media, Asperg, 2008
- Jalal-ad-Din-Rumi Rumi – Mit orientalischen Weisheiten durch das Jahr, O.W. Barth, 2008 (mit Jila Sohrabi und Kaveh Dalir Azar)
- Khushwant Singh Zug nach Pakistan, Suhrkamp, Frankfurt/M., 2008
- Paul B. Fenton Jüdische und islamische Mystik, Books Ex Oriente, 2010
- Jack Black Gesetzbuch und Ganovenehre, Books Ex Oriente, 2011 (aus dem Amerikanischen von Axel Monte und Florian Vetsch; mit einem Nachwort von Jürgen Ploog)
- Charles Dickens Oliver Twist oder Der Werdegang eines Jungen aus dem Armenhaus, Reclam Bibliothek, Stuttgart, 2011
- Charles Dickens Oliver Twist (Abridged Edition), Reclam Fremdsprachentexte, Herausgeber und Bearbeiter, 2012
- Muhammad Iqbal Streunende Gedanken (mit einer Einführung von Javid Iqbal und einem Nachwort von Christina Osterfeld), Books Ex Oriente, München, 2012
- Rabindranath Tagore Die Nobelpreisrede, Books Ex Oriente, München, 2012
- Virginia Woolf Ein Zimmer für sich allein, Reclam, Stuttgart, 2012
- Rabindranath Tagore Gitanjali. Gebete, Lieder und Gedichte. Mit einem Vorwort von William Butler Yeats. Anaconda, 2013
- William Butler Yeats Eine Vision, Kröner, Stuttgart, 2014
- Larry Law Die wahre Geschichte von Captain Mission und der Republik Libertatia (mit einem Nachwort von Marvin Chlada), Trikont, Duisburg, 2015
- Emin Leliç Die Rûmî-Rezitoren von Sarajewo, Kitas, Klagenfurt/Wien, 2015
- Eisner, Will Ich bin Fagin – Die unerzählte Geschichte aus OLIVER TWIST, Egmont, Köln, 2015
- Jack Black Im Knast und auf der Flucht (aus dem Amerikanischen von Axel Monte und Jerk Götterwind), Trikont Verlag, Duisburg, 2016
- Ira Cohen: Alcazar – 17 Poems / 17 Gedichte (zweisprachige Ausgabe; aus dem Amerikanischen von Axel Monte und Florian Vetsch; mit einem Nachwort von Jürgen Ploog; herausgegeben von Florian Vetsch). Moloko Print, Pretzien 2021

## Eigene Werke (Auswahl)
- Antonio de Nebrija: unbekannter Konquistador eines alten Kontinents, in: Kaltland Beat, Ithaka, Stuttgart, 1999
- Manifeste – eine Ohrfeige für den öffentlichen Geschmack: Ein Spaziergang durch die Avantgarden der Zeiten (mit Thomas Stemmer), in: Kaltland Beat, Ithaka, Stuttgart, 1999
- Writing Through Howl – Eight Mesostics, in: Allen Ginsberg, Der Sanitäter Nr. 9, Peter Engstler, Ostheim/Rhön, 2002
- Sprache ist ein Virus, Po Em Press, 2003 (mit Jürgen Ploog)
- Transatlantische Komplizen, in: Ploog Tanker – Texte von & zu Jürgen Ploog, Rohstoff, Herdecke, 2004
- Mesostichen aus der Internationalen Zone, in: Tanger Telegramm – Reise durch die Literaturen einer legendären marokkanischen Stadt, Bilgerverlag, Zürich, 2004/2017
- Asphalt Derwisch, Heinz Wohlers Verlag, 2007 (mit Hadayatullah Hübsch)
- Anmerkungen zum Soma, in: Das Pilze-Alphabet, Edition Sacré, Ricco Bilger, Zürich 2014
- Von Juden, Negern und Übersetzern – Political Correctness oder Kulturelle Höflichkeit als Gratwanderung, in: aviso – Zeitschrift für Wissenschaft und Kunst in Bayern Nr. 2/2016, München 2016
- Trespass City, Stadtlichter Presse, Wenzendorf 2016